# Lappeenranta
Lappeenranta, (Villmanstrand en suec), és una ciutat de Finlàndia situada a la vora del llac Saimaa al sud-est del país, a uns 30 km de la frontera amb Rússia. Capital de la regió de Carèlia del Sud. El 2022 tenia 72.650 habitants i cobreix una superfície de 1.756 km², 1.452 km² dels quals són terra. És un centre industrial: indústria química, paperera i cimentera.

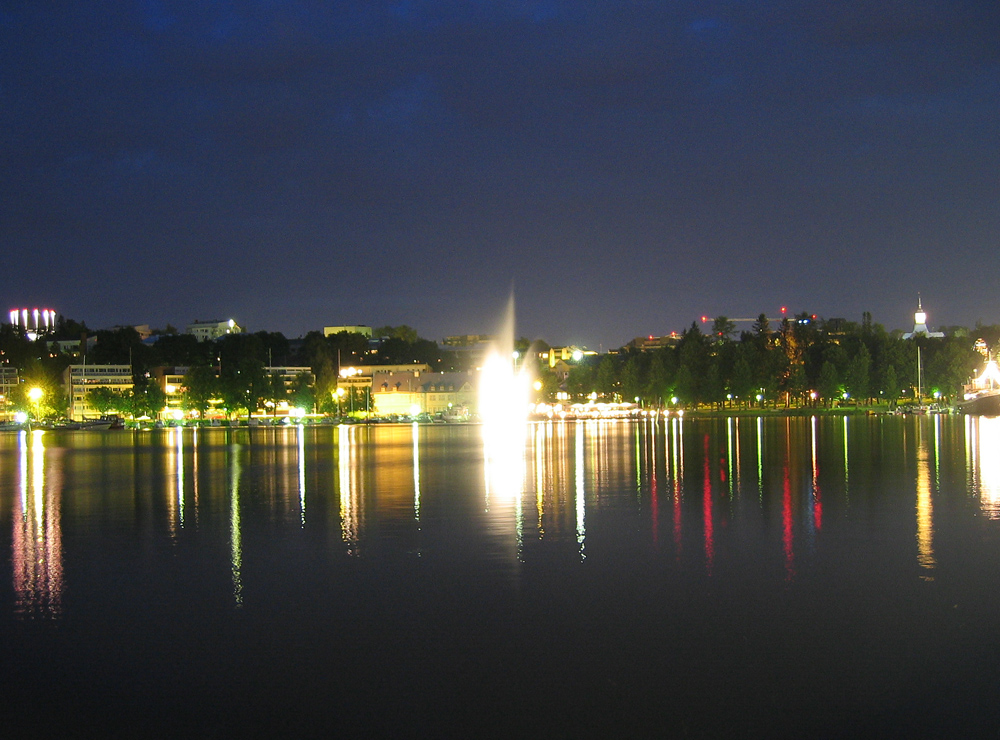
Imatge nocturna del port de Lappeenranta

## Llocs d'interès
Lappeenranta és famosa com a ciutat d'estiueig, principalment per la proximitat amb el llac Saimaa i la seva climatologia diferenciada de les ciutats costaneres, fent-la més càlida durant l'estiu. A part del llac, hi ha altres atractius:
- Fortificació, amb diversos museus.
- Zona portuària
- La torre de l'aigua
- El mercat central
- L'ajuntament, construït el 1929
- L'església ortodoxa grega, construïda el 1785

## Fills il·lustres
- Kaarlo Halttunen (1909-1986), actor.
- Anna-Kaarina Aalto (1920-1994), metgessa i política.
- Matti Lehtinen (1922-2022), baríton operístic.
- Laila Hirvisaari (1938-2021) (abans Laila Hietamies), novel·lista. Ha escrit una sèrie de novel·les sobre Lappeenranta i la seva gent.
- Jukka Paarma (1942-), prelat luterana que va servir com a arquebisbe de Turku i de Finlàndia. Cap espiritual de l'Església Evangèlica Luterana de Finlàndia fins al 2010.
- Pave Maijanen (1950-2021), músic.
- Juha Tiainen (1955-2003), medallista olímpica en llançament de martell.
- Kiba Lumberg (1956-), autora i escriptora.
- Vesa Vierikko (1956-), actor.
- Kari Jormakka (1959-2013), filòsof, arquitecte i teòric de l'arquitectura.
- Petri Skriko (1962-), exjugador professional d'hoquei sobre gel a la NHL als EUA.
- Jaana Savolainen (1964-), campiona olímpica d'esquí de fons.
- Christian Ruuttu (1964-), exjugador d'hoquei sobre gel professional a la NHL als EUA.
- Vesa Viitakoski (1971-), exjugador professional d'hoquei sobre gel a SM-liiga.
- Antti Aalto (1975-), exjugador professional d'hoquei sobre gel.
- Saku Puhakainen (1975-), exjugador professional de futbol.
- Miikka Multharju (1977-), exjugador professional de futbol.
- Tiia Piili (1979-), gimnasta.
- Jaska Raatikainen (1979-), bateria de la banda Children of Bodom.
- Hanna Pakarinen (1981-), cantant de pop-rock i guanyadora de la 1a edició del programa "Idols" Finlàndia.
- Koop Arponen (1984-), cantant i guanyador de la quarta edició del 2008 del programa "Idols" Finlàndia.
- Ivan Fedotov (1996-), porter professional d'hoquei sobre gel rus nascut a Finlandia.
- Horna (1994-), grup de black metal.
- Mokoma (1996-), grup de thrash metal.
- Sargeist (1999-), grup de black metal.
- Battlelore (1999–2011, 2016, 2022–), grup de metall simfònic.
- Kotiteollisuus (1991–), grup de hard rock/metal.
- Satanic Warmaster (1998-), grup de black metal.

## Ciutats agermanades
Lappeenranta manté una relació d'agermanament amb les següents ciutats:
- Szombathely (Hongria), des del 1983
- Drammen (Noruega), des del 1948
- Klin (Rússia), des del 1966
- Kolding (Dinamarca), des del 1948
- Lake Worth (Estats Units d'Amèrica), des del 1976
- Rakvere (Estònia), des del 1994
- Schwäbisch Hall (Alemanya), des del 1985
- Stykkishólmur (Islàndia), des del 1980
- Örebro (Suècia), des del 1940
- Txerníhiv (Ucraïna), des del 2023